# 禄丰村站
禄丰村站是位于云南省玉溪市华宁县青龙镇的一个铁路车站，邮政编码652805。车站建于1910年，有昆河铁路经过该站，目前不办理正式客运，僅办理货运业务，车站及其上下行区间均未电气化。车站距离昆明北站124公里，隶属昆明铁路局，是四等站。